# Jules Malou
Jules Edouard Xavier Malou född 19 oktober 1810, död i juli 1886, var en belgisk politiker (katolik).
Malou valdes till deputerad 1841 och blev ministre d’état 1870. Han var finansminister juli 1845-augusti 1847 samt 7 december 1871-19 juni 1878 och 16 juni-26 oktober 1884, under de sistnämnda perioderna dessutom konseljpresident, det vill säga premiärminister. (På grund av det annorlunda sätt som regeringsarbetet var organiserat vid denna tid anger vissa källor Barthélémy de Theux de Meylandt som premiärminister 7 december 1871-21 augusti 1874, och Malou enbart 1874-1878, men dagens belgiska premiärministerämbete räknar honom som företrädare för hela perioden 1871-1878.) Mellan ministerperioderna var han en av högerns ledare i folkrepresentationen. Malous, och vid sidan av honom hans ministärs, avgång i oktober 1884 var huvudsakligen en följd av mycket häftiga demonstrationer, som ägde rum i Belgiens större städer på grund av en utfärdad klerikal skollag.